# Hans Jacob Sørensen
Hans Jørgen Jacob Stampe Sørensen (født 31. maj 1893 i Vilslev ved Gredstedbro, død 20. februar 1935 i København) var en dansk gårdbestyrer og politiker. Han var medlem af Folketinget for Venstre fra 1920 til 1926 og fra 1929 til sin død i 1935.
Hans Jacob Sørensen blev født i Vilslev lidt nord for Ribe i 1893. Han var søn af Guttorm Stampe som var forpagter og senere ejer af Tangegård ved Ribe. Sørensen var uddannet ved praktisk landbrug og havde gået på Ribe Mælkeri- og Højskole 1908-1909 og på Dalum Landbrugsskole 1918-1919. Han bestyrede fra 1919 Tangegård for sine forældre.
Sørensen var formand for Venstres Ungdom i Ribekredsen. Han blev folketingskandidat for Venstre i Otterupkredsen i 1920 hvor han ikke opnåede valg ved folketingsvalget 26. april 1920, men blev valgt ved valget 6. juli 1920 og genvalgt i 1924. Da Klaus Berntsen trak sig tilbage i 1926, foreslog han at Sørensen overtog Assenskredsen efter ham. Derfor stillede Sørensen op der til folketingsvalget i 1926 men blev ikke valgt. Ved næste valg i 1929 stillede han op i Ribekredsen og blev valgt. Det blev til genvalg i 1932. Sørensen blev alvorligt syg i 1934 og kunne ikke passe folketingsarbejdet. Han vendte tilbage i 1935, men fik et tilbagefald 19. februar og blev indlagt på et hospital i København hvor han døde 41 år gammel dagen efter. Efter hans død gik Sørensens plads i Folketinget gik til L. Elbæk-Jessen.
Sørensen er begravet på Ribe Gamle Kirkegård hvor der er opsat en natursten med et portrætrelief i bronze. Det oprindelige bronzerelief, som var af billedhuggeren Niels Hansen Jacobsen, blev senere udskiftet med et andet relief.